# Tenna (Trente)

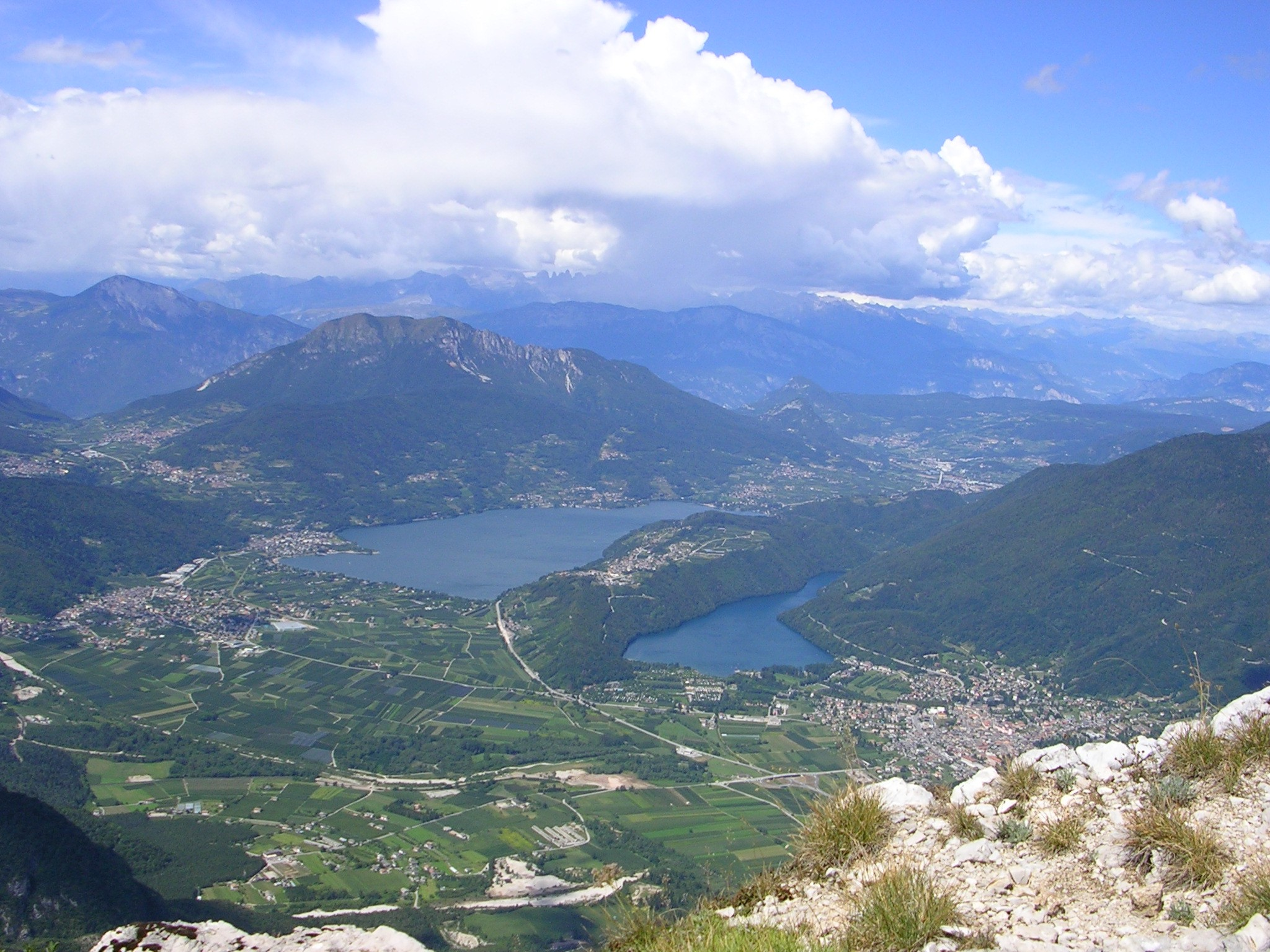
Tenna ligt op een bergrug tussen twee meren: het Lago di Caldonazzo (links) en het kleinere Lago di Levico (rechts).

Tenna is een gemeente in de Italiaanse provincie Trente (regio Trentino-Zuid-Tirol) en telt 918 inwoners (31-12-2004). De oppervlakte bedraagt 3,1 km², de bevolkingsdichtheid is 296 inwoners per km².

## Demografie
Tenna telt ongeveer 396 huishoudens. Het aantal inwoners steeg in de periode 1991-2001 met 17,6% volgens cijfers uit de tienjaarlijkse volkstellingen van ISTAT.
| Jaar | Inwoneraantal |
| ---- | ------------- |
| 1991 | 723           |
| 2001 | 850           |

## Festival
Zo rond augustus wordt er in de bossen rond Tenna het Parampampolifestival gehouden. Parampampoli is een sterkedrank. Bij dit evenement worden er lokale bandjes ingehuurd en wordt er (uiteraard) veel parampampoli gedronken.

## Geografie
Tenna grenst aan de volgende gemeenten: Pergine Valsugana, Levico Terme, Caldonazzo.